# Суриановые
Суриановые (Surianaceae) — семейство цветковых растений порядка Бобовоцветные. Виды семейства имеют необычный ареал: род Recchia произрастает в Мексике, а единственный представитель рода Суриана (Suriana), Suriana maritima, распространен в Африке, Азии, Северной и Южной Америке, где обитает на морских побережьях. В это же время остальные три рода являются эндемиками Австралии.

## Роды

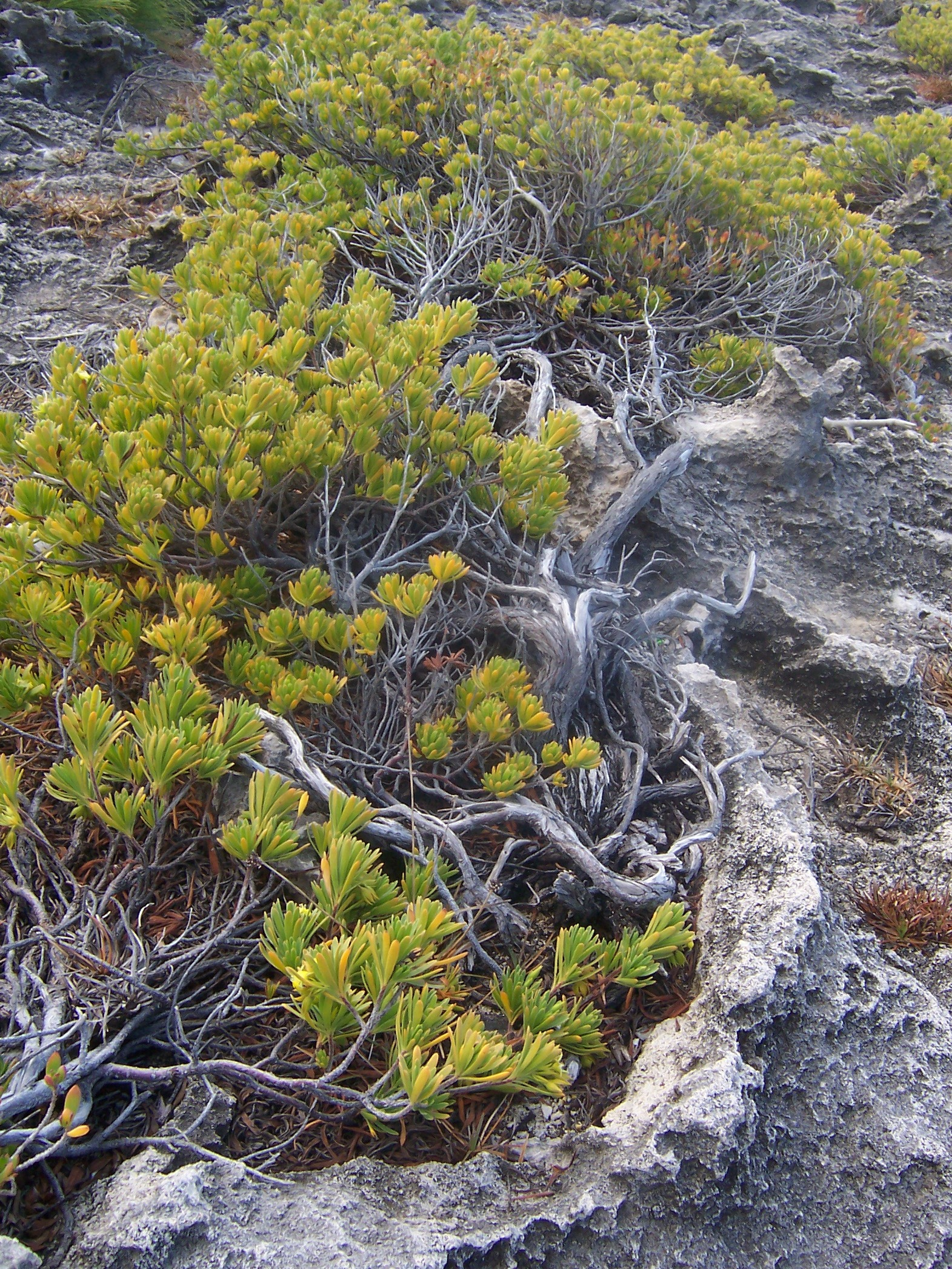
Suriana maritima

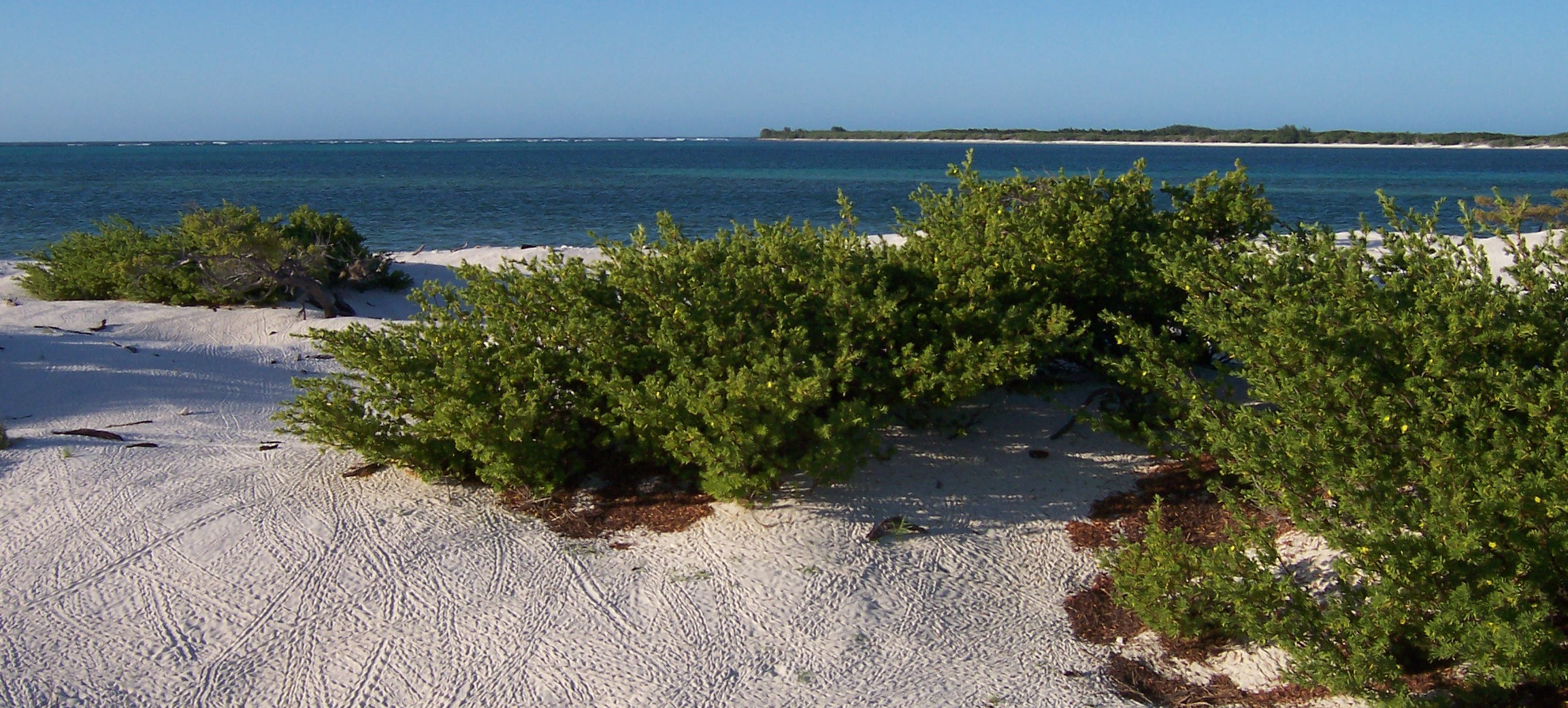
Suriana maritima

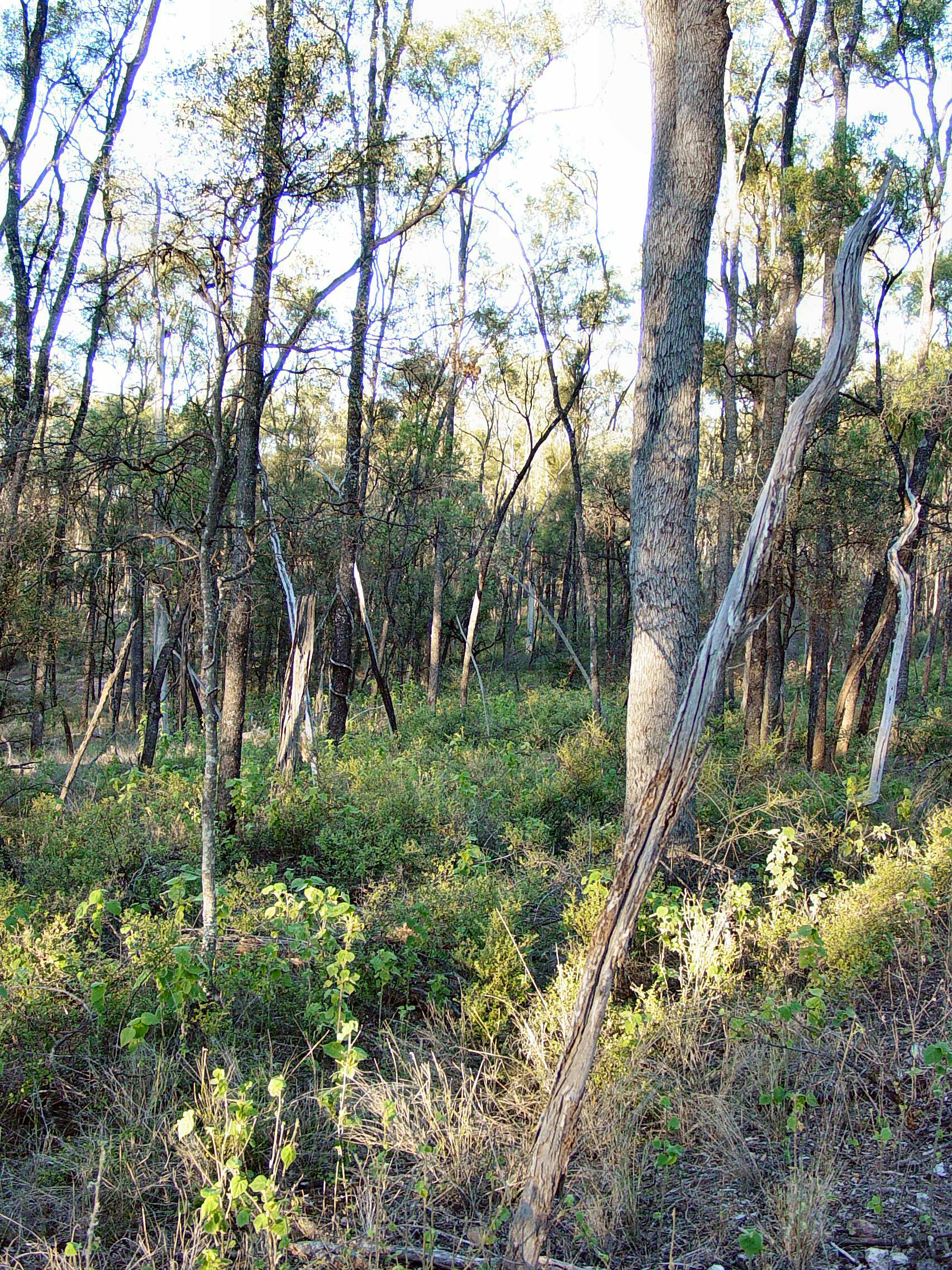
Cadellia pentastylis

По информации базы данных The Plant List (на июль 2016) семейство включает 4 родов и 6 видов:
- Cadellia — монотипный род, единственный представитель Cadellia pentastylis F.Muell.
- Guilfoylia — монотипный род, единственный представитель Guilfoylia monostylis (Benth.) F.Muell.
- Recchia — три вида
- Suriana — Суриана — монотипный род, единственный представитель Suriana maritima L.